# Immun-checkpoint
Immun-checkpoints er proteiner, der regulerer immunforsvaret. Immun-checkpoints er membranproteiner, der udtrykkes på overfladen af antigen-præsenterende celler, på T-celler og på cancerceller. De hæmmende immun-checkpoints stopper immunsvaret ved at lukke aktiveringen af T-cellerne ned. De aktiverende immun-checkpoints er tilstede for at starte og vedligeholde at immunsvar.
De mest omtalte immun-checkpoints hæmmer eller dæmper immunsvaret; specielt bliver T-cellerne hæmmet af nogle immun-checkpoints. Ved at forhindre at immunsystemet angriber kroppens celler i flæng, er immun-checkpoints et regulatorisk system af altafgørende betydning for et afbalanceret immunsvar og dermed for kroppens homeostase og for selv-tolerancen.
Checkpoint-blokering med monoklonale antistoffer rettet specifikt mod immun-checkpoints er under udvikling til vigtige behandlingsmetoder mod kræft.
James P. Allison og Tasuku Honjo fik i 2018 Nobelprisen i Fysiologi eller Medicin for de grundlæggende videnskabelige opdagelser om relationen mellem immun-checkpoints og cancer.

## Immun-checkpoints og cancer
Udtryk af hæmmende immun-checkpoints på overfladen af cancerceller betyder, at de kan undgå angreb af immunsystemet. De hæmmende immun-checkpoints er dermed en vigtig faktor for at cancerceller kan vokse og dele sig til livstruende tumorer.
Hæmning af immun-checkpoints er blevet et mål for cancer-immunterapi. FDA har godkendt nogle checkpoint-hæmmere, der blokkerer immun-checkpoints CTLA4, PD-1 og PD-L1. 

## Kendte immun-checkpoints
Efter deres biokemiske slægtskab kan immun-checkpoints henføres til nogle store superfamilier af molekyler.

### Immunoglobulin-superfamilien
- CTLA4  (fra en. cytotoxic T lymphocyte associated protein 4) eller CD152

### Tumor nekrose faktor (TNF) receptor-superfamilien
- CD27
- CD40
- OX40å
- GITR
- CD137.

### B7-CD28-superfamilien
- CD28 er receptor for CD80 (B7.1) og CD86 (B7.2)
- ICOS (Inducible T-cell costimulator) eller CD 278

### Andre
- PD-1 (programmed cell death protein 1) [4]
- PD-L1 (programmed death ligand 1)
- LAG-3 eller CD223